# Цуба (кибуц)
Цуба (ивр. צובה‎), также Пальмах Цуба (ивр. פלמ"ח צובה‎) — кибуц в Иудейских горах в окрестностях Иерусалима в Израиле. Находится в юрисдикции регионального совета Мате-Йехуда. В 2020 году население кибуца составляло 625 человек.

## История
Тель-Цуба была древним еврейским поселением времён Царя Давида, упоминается в Библии 2Цар. 23:36. Согласно некоторым исследователям, её история может быть прослежена ко временам Иисуса Навина, исходя из отрывка 15:59 из книги Иисуса Навина в Септуагинте.
В 1170 году недалеко от этого места была возведена крепость крестоносцев замок Бельмонт для защиты дороги к Иерусалиму. Замок был захвачен Саладином в 1191 году.

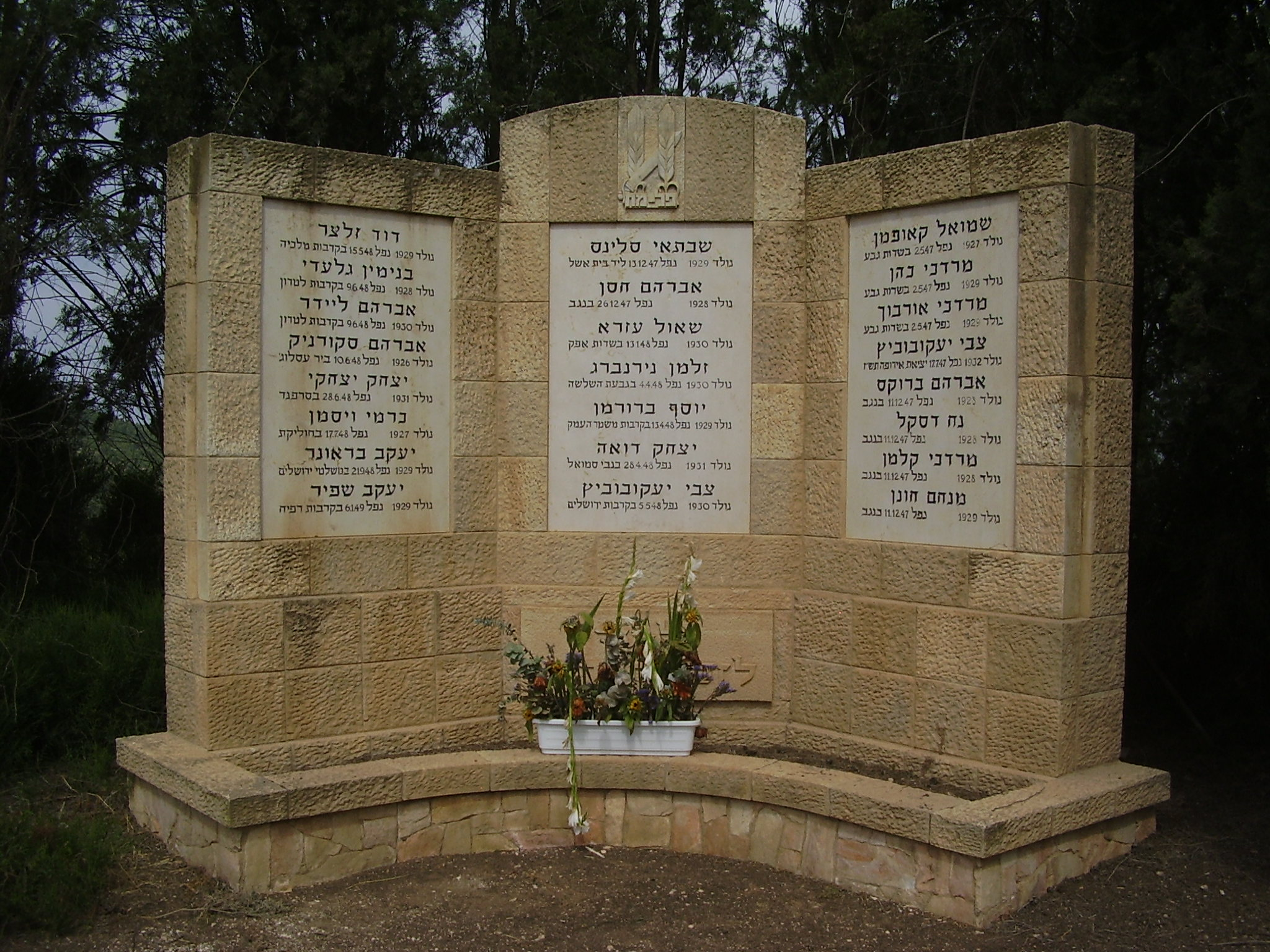
Памятник героям Пальмаха

На месте разрушенной крепости одно время существовала арабская деревня Суба, которая стала ареной ожесточенных боев во время войны 1947—1949 годов из-за своего стратегического расположения с видом на дорогу в Иерусалим. В конце 1947 и начале 1948 года разрозненные силы Египетской организации Братья-мусульмане, дислоцированные в Субе, нападали на еврейские колонны на главной дороге из Тель-Авива в Иерусалим. Деревня была завоевана бойцами Пальмаха в ночь с 12 на 13 июля в рамках Операции Дени. Большинство жителей бежали во время боевых действий, оставшиеся были изгнаны. В октябре 1948 года группа ветеранов Пальмаха «Амелим» создала кибуц в 1 км к югу от старой Цубы, они хотели назвать его «Мисгав Пальмах», но комиссия по наименованию поселений рекомендовала сохранить историческое название Цуба, так появился компромиссный вариант «Пальмах Цуба».

## Население
По данным Центрального статистического бюро Израиля, население на начало 2020 года составляло 625 человек.

## География

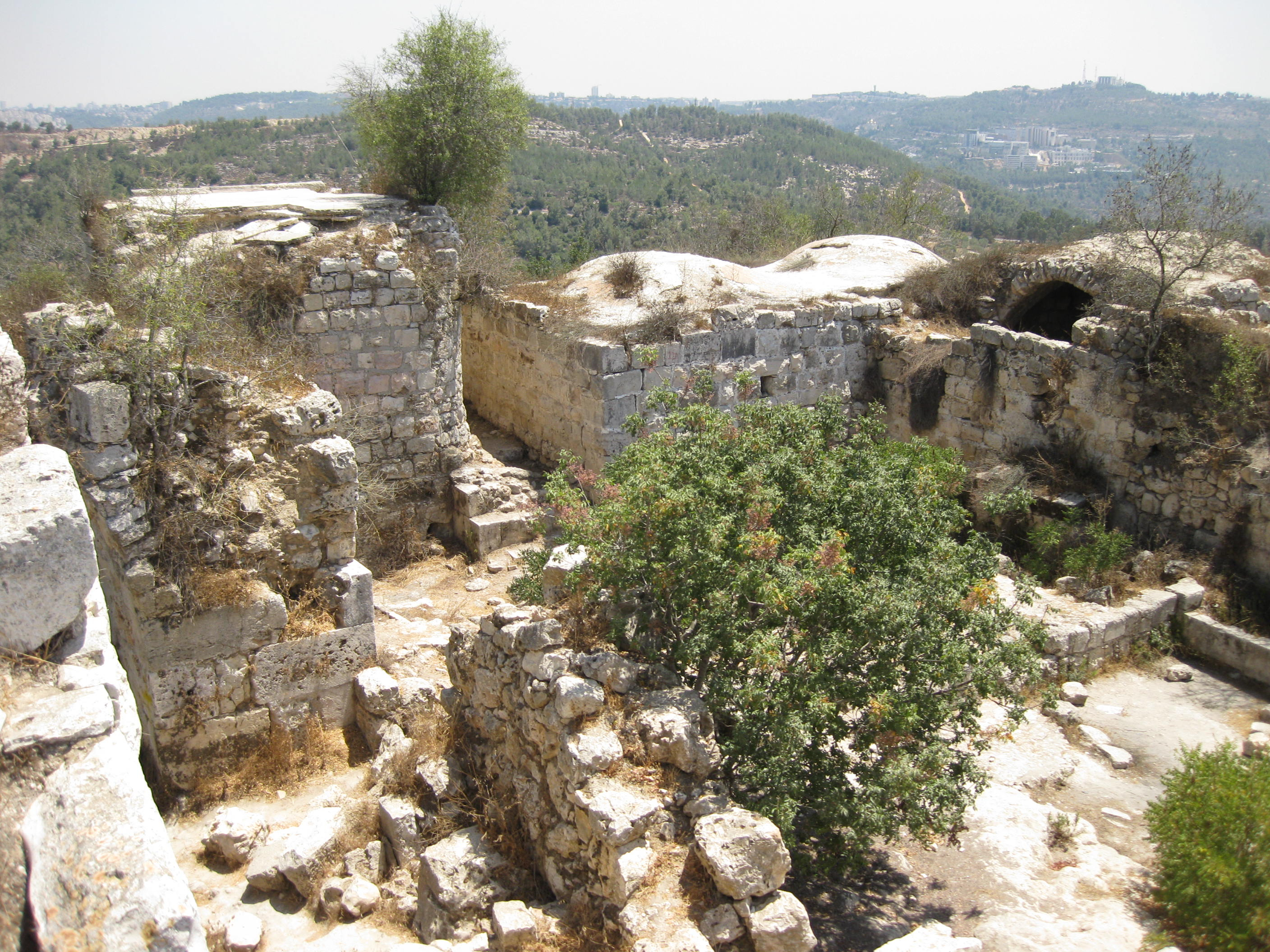
Развалины замка Бельмонт, крепости крестоносцев XII века

Средняя высота, на которой расположен кибуц — 724 метра над уровнем моря. Кибуц владеет 4102 дунамами земли. К нему примыкает национальный парк Цуба, на высоте 769 метров над уровнем моря. Развалины замка Бельмонт находятся на территории национального парка.

## Экономика

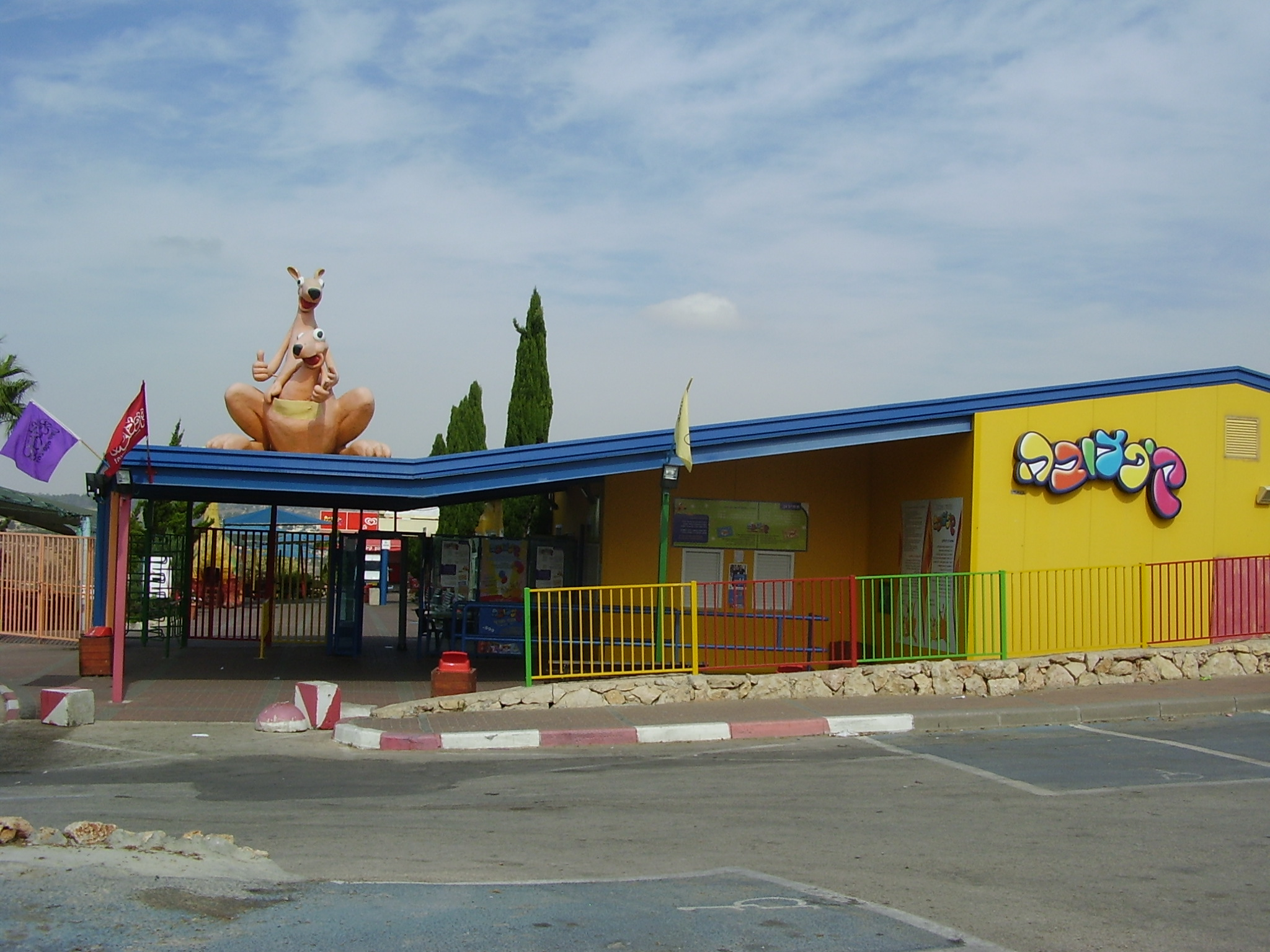
Кифцуба

В кибуце работает гостиница с видом на Иерусалимские горы и детский парк развлечений «Кифцуба» с батутами, машинками, зоопарком, искусственным катком и другими аттракционами. В кибуце также работает небольшая винодельня, производящая и продающая различные красные и белые вина, некоторые из которых получили золотые и серебряные медали на международных соревнованиях. Также в кибуце работает ульпан, центр изучения иврита. Важными отраслями экономики кибуца являются также выращивание фруктов, молочное животноводство, а также завод по производству пуленепробиваемых стёкол.

## Археология
В 1999 году Реувеном Калифоном во время археологических раскопок в районе садов, принадлежащих кибуцу, была обнаружена пещера, которая, как полагают, была пещерой Иоанна Крестителя, она располагается недалеко от Эйн-Карема, который считается местом рождения Святого Иоанна. В 4-м и 5-м веках пещера была освящена византийскими монахами и использовалась как место поклонения. На её стенах сохранились образцы раннего христианского искусства. Постройки снаружи пещеры восходят к эллинистическому периоду (II век н. э.) и указывают на то, что пещера использовалась как резервуар для воды и место для купания. Вода собиралась из долины и направлялась в пещеру с помощью системы сбора и фильтрации воды. Её устройство позволяло направлять некоторое количество воды для орошения полей.
Археологи обнаружили пролёт из 28 ступенек, ведущий к подземному резервуару, в котором находилось около 250 000 черепков, возможно, остатки небольших кувшинов для воды, используемой в ритуале крещения.